# Сухая Тунгуска
Сухая Тунгуска — река в России, протекает по территории Красноярского края. Длина реки — 212 км, площадь водосборного бассейна — 7390 км². Впадает в реку Енисей справа на расстоянии 1058 км от устья.
По данным государственного водного реестра России относится к Енисейскому бассейновому округу. Код водного объекта 17010600112116100060842.